# マディラン
マディラン(Madiran)は、フランス南部オクシタニー地域圏オート＝ガロンヌ県南部にあるコミューン。マディラン・ワイン生産の中心地として知られている。

## 人口統計
| 1962年 | 1968年 | 1975年 | 1982年 | 1990年 | 1999年 | 2006年 |
| ------ | ------ | ------ | ------ | ------ | ------ | ------ |
| 530    | 556    | 554    | 598    | 553    | 536    | 474    |

参照元:INSEE